# Batalla de los Campos Cataláunicos
La batalla de los Campos Cataláunicos (también llamada batalla de Châlons o batalla de Locus Mauriacus) enfrentó en el año 451 a una coalición romana encabezada por el general Flavio Aecio y el rey visigodo Teodorico I contra la alianza de los hunos comandada por su caudillo, Atila. Esta batalla fue la última operación a gran escala en el Imperio romano de Occidente y la cumbre de la carrera de Aecio.
El lugar donde se libró la batalla fue en algún descampado en la margen izquierda del río Marne, cerca de la ciudad de Châlons-en-Champagne, en el Norte francés, aunque se desconoce la ubicación exacta.

## Contexto

Imperio romano (amarillo) e Imperio huno (naranja) en 450.

El nombre de Atila había llegado a todos los rincones de Europa. Algunos pueblos bárbaros enviaban emisarios con propuestas de alianza, mientras que otros buscaban apoyo en el decadente Imperio romano de Occidente. La cristiandad se había extendido por gran parte del continente; tanto el Imperio romano de Oriente como el de Occidente habían abandonado sus antiguos cultos. Del mismo modo, diversos pueblos bárbaros se habían romanizado y abrazado el cristianismo.
Las noticias de los saqueos y la destrucción que había sufrido el Imperio de Oriente a manos de Atila habían llegado a Occidente. Existía el temor a que los hunos se dirigieran al Imperio de Occidente. No obstante, el emperador del imperio occidental, Valentiniano III, había entablado negociaciones con Atila para destruir entre ambos el Reino visigodo de Tolosa, en la Galia.
Eran precisamente esos mismos visigodos los que décadas atrás se habían visto obligados a cruzar el Danubio debido al avance huno. Por el camino, habían derrotado a los romanos en Adrianópolis, habían vagado durante años asolando los Balcanes, habían saqueado Roma en 410 y ahora ocupaban parte de la Galia. El emperador trataba por tanto de aliarse con los hunos antes de que los visigodos supusieran una amenaza para el imperio.
Aunque las supuestas intenciones de Atila eran las de ayudar a los romanos y expulsar a los visigodos de la Galia, las auténticas eran apoderarse de los territorios del Imperio de Occidente[cita requerida]. Cuando sus tropas se pusieron en marcha hacia la Galia, Aecio hizo gala de su habilidad diplomática para conseguir una alianza con los visigodos, sus antiguos enemigos, con los que lucharía conjuntamente contra Atila. Mientras tanto, los hunos habían llegado al norte de la Galia y habían comenzado a saquearla. Ciudades como Metz, Reims o Amiens fueron devastadas. Un ejército aliado de romanos, visigodos y algunos francos, alanos y otros pueblos emprendió camino al norte, dispuesto a enfrentarse a Atila.
El Imperio romano era entonces una sombra de lo que había sido. Corrupto y ajado tras siglos de existencia, agonizaba ante avalanchas de invasores que no podía frenar. Sin embargo, el general Flavio Aecio hizo frente a los ejércitos hunos.

## Contendientes
En esta batalla se enfrentaron dos bandos en los que estaban integrados un gran número de pueblos de origen germánico. Por parte de los hunos, Atila contaba con numerosos jinetes de las estepas que habían conformado su pueblo, así como una gran cantidad de infantería de los reinos que le habían rendido vasallaje, como los ostrogodos, gépidos, hérulos, turingios, etc.
El ejército romano estaba al mando del magister militum Flavio Aecio, conocido por los historiadores como «el último de los romanos», por sus denodados esfuerzos por defender un Imperio Occidental que se derrumbaba irremediablemente. Aecio buscó la ayuda de otros pueblos bárbaros, pues era consciente de que el ejército romano no podría frenar por sí solo al ejército de Atila. El ejército romano estaba muy debilitado: los salarios no eran tan atractivos como lo habían sido en siglos anteriores, las tácticas e incluso el armamento se habían quedado anticuados en relación con los avances que habían obtenido los enemigos de Roma y, en un imperio ya corrompido y empobrecido, el orgullo por pertenecer al ejército había desaparecido. El Imperio de Occidente era incapaz de controlar sus fronteras, que se habían vuelto permeables a todo tipo de invasiones, y los emperadores se veían obligados a reclutar bárbaros que penetraban en el imperio, actuando como foederati para tratar de impedir que otros bárbaros también entrasen. Aecio consiguió que se unieran a él visigodos, burgundios, francos y alanos.

## Desarrollo de la batalla

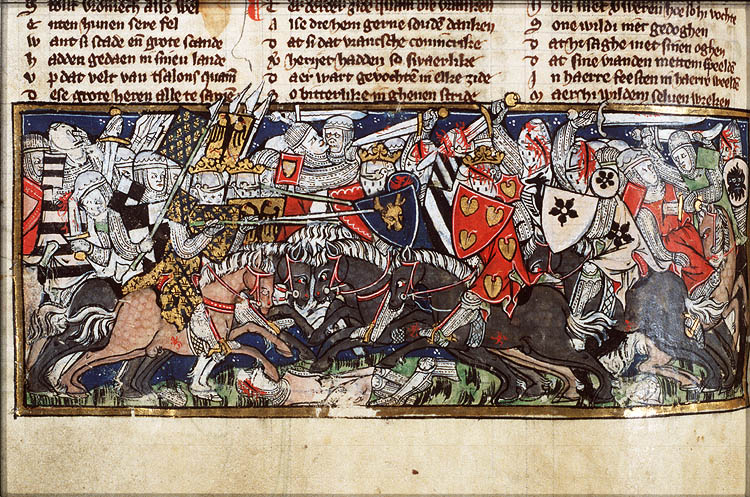
Manuscrito del que figura la batalla (Biblioteca Nacional de los Países Bajos).

Los dos ejércitos se desplegaron en campo abierto, en la actual Champaña, el 20 de junio del año 451 d. C. en los Campos Cataláunicos, que dan nombre a la ciudad de Châlons (Chatalan) y a la Champaña (Champs); Atila y Flavio Aecio se batieron con sus ejércitos en la que fue una de las batallas más sangrientas hasta aquella fecha.
El ejército del bando romano fue el primero en desplegarse en el campo de batalla. Aecio dispuso a sus romanos en el ala izquierda, sobre una pequeña colina que dominaba el terreno. Situó a los visigodos con su rey Teodorico en el ala derecha. Entre ambos contingentes se colocaron los alanos para dificultar una posible retirada de estos. Atila llegó a la llanura cuando el ejército confederado romano ya había tomado posiciones.
Pocos datos han trascendido sobre lo que ocurrió a continuación. Se sabe que Atila y los hunos se colocaron en el centro de su ejército, que los ostrogodos hicieron lo propio a su izquierda, frente a los visigodos de Teodorico, y que el resto de pueblos bárbaros se desplegaron a la derecha. Probablemente, la intención del rey huno era atacar a los alanos con tal energía que abandonasen el combate. Con la huida de los alanos, el ejército de Aecio quedaría partido en dos, lo que facilitaría rodearlo y destruirlo.
Atila había dado orden de que no se cargara hasta que no iniciase las hostilidades con sus arqueros hunos. Durante unos momentos tras finalizar el despliegue de los ejércitos, ambos bandos debieron quedarse en silencio, observándose mutuamente, hasta que Atila ordenó a los arqueros que lanzaran sus flechas contra el ejército romano. En ese momento, hunos, ostrogodos, gépidos y hérulos cargaron contra el ejército confederado. Atila, al frente de sus jinetes, se lanzó contra los alanos, mientras la infantería del conglomerado bárbaro chocaba con los soldados romanos de Aecio, que dominaban la colina; por último, los ostrogodos entablaron combate con los visigodos.
La batalla se prolongó durante horas. Los ostrogodos lucharon ferozmente contra los visigodos, aunque las tropas de Teodorico consiguieron rechazarlos una y otra vez, mientras que los hunos causaban muchas bajas a los alanos. A pesar del temor de Aecio de una deserción masiva alana, tal hecho no se produjo. Los alanos resistieron las constantes acometidas de los jinetes hunos, aunque no pudieron evitar ir cediendo terreno poco a poco. Sobre la colina, los soldados romanos resistían sin demasiada dificultad a los descoordinados bárbaros que se lanzaban contra ellos. Sin embargo, la mayor presión la estaba ejerciendo Atila en el centro del ejército confederado romano, sobre los alanos, cuyas filas comenzaron a romperse. En ese momento Atila localizó a Teodorico, el rey visigodo, combatiendo en primera fila contra los ostrogodos y lo mató, lo que fue un duro golpe para la moral visigoda.
Sin embargo, la muerte de Teodorico no causó una desbandada visigoda. Su hijo, Turismundo, fue nombrado rey en mitad del combate. Los visigodos contraatacaron con renovadas energías contra los ostrogodos, que fueron rechazados nuevamente. En ese momento la batalla cambió de rumbo. Atila, que había estado a punto de lograr la retirada alana y una posible desbandada visigoda, sufrió la retirada ostrogoda y la resistencia de los alanos y visigodos, que no cedieron a los embates de sus fuerzas. Llegado este momento, Turismundo reorganizó sus filas y ordenó atacar a los hunos.
Por entonces, ya se había producido una sangría en el ala derecha del ejército de Atila, que no había logrado abrir brecha en las filas romanas de la colina. Atila percibió el peligro de una posible embestida visigoda por su izquierda, pues Aecio podría rodearlo por la otra ala; el rey huno envió un jinete a su campamento portando la orden de que se hiciese una pira funeraria de inmediato. La batalla estaba perdida, y Flavio Aecio asestaría el golpe definitivo en cualquier momento.
Atila reorganizó sus mermadas fuerzas y huyó del campo de batalla a su campamento, dispuesto a incinerarse antes de dejarse capturar. Si Aecio contraatacaba, cercaría a los supervivientes en su propio campamento y podría aniquilarlos. Sin embargo, el general romano no ordenó el contraataque. No se sabe con exactitud cuál fue la razón que originó tal decisión, pero se barajan varias posibilidades. Hay quien sostiene que Turismundo, el nuevo rey visigodo, rompió el acuerdo militar alcanzado por su padre con Aecio tras la retirada huna, abandonando los Campos Cataláunicos, por lo que Aecio, con un ejército reducido a casi la mitad, no podría asestar el golpe final a Atila. Sin embargo, la razón más aceptada (propuesta por el historiador Jordanes) es que Aecio temía que, con la destrucción de los hunos, los visigodos, muy fortalecidos en ese momento, se crecieran y trataran de conquistar el Imperio romano de Occidente. E incluso se opina que el general romano no tenía intenciones de aniquilar al ejército huno con vistas a pactar una alianza en caso de que los visigodos se revolvieran contra Roma. En todo caso, Atila pudo retirarse finalmente a Germania.

## Desenlace
Aecio, Turismundo y Atila abandonaron el campo de batalla de Châlons-en-Champagne dejando tras de sí unos veinte o treinta mil cadáveres.
A pesar de las previsiones de Flavio Aecio, Atila no se dio por vencido. Honoria, la hermana del emperador Valentiniano III, había pedido matrimonio al rey huno, y este, deseoso de recibir parte del imperio como dote, había aceptado. Aunque el emperador había desautorizado la petición de su loca hermana, Atila exigía el Imperio de Occidente, por lo que al año siguiente, en 452, los hunos invadieron el norte de Italia. Sin embargo, el papa León I acudió a hablar con Atila y, tras la entrevista, el rey huno se retiró de Italia con todo su ejército.
Atila cruzó el Danubio y en el año 453, tras contraer matrimonio con la princesa goda Ildico, murió por una epistaxis masiva.
La retirada de Atila y su muerte al año siguiente supusieron sendos reveses para la imagen de que gozaba Aecio ante Valentiniano III, que sospechaba que su mejor general tenía aspiraciones al trono imperial. Aecio había apostado desde el principio de la invasión de Italia por una solución militar a pesar de lo reducido de sus fuerzas, pero Valentiniano III prefirió permanecer a la defensiva y resistir desde Rávena; con la muerte de Atila en 453, el emperador pensó que la habilidad negociadora y militar de Aecio ya no eran tan necesarias. Por estas razones, y alentado por las habituales intrigas palaciegas, en el año 454, Valentiniano III mandó llamar a Aecio a palacio, donde él mismo lo mató por sorpresa. Al año siguiente, dos antiguos oficiales de Aecio mataron al emperador durante un desfile militar, seguramente a instancias del influyente y rico senador romano Petronio Máximo, que aspiraba al trono.